# 3分鐘先生
《3分鐘先生》是2006年首映的香港電影。陳嘉上導演，鄭中基、應采兒、毛舜筠主演。

## 演员
| 演员   | 角色     | 备注 |
| 鄭中基 | 鍾世傑   | 為人玩世不恭，想不受婚姻、家庭束縛，後因鍾永言的出現慢慢有了改變，因腦部有腫瘤怕手術失敗鍾永言會傷心所以騙鍾永言非父子關係。 |
| 應采兒 | 林彩玉   | 鍾世傑小姨 |
| 毛舜筠 | Joe      | 鍾世傑助手 |
| 吳耀漢 | 鍾繼昌   | 鍾世傑之父，特別客串 |
| 傅穎   |          | Frankie之妻，特別客串 |
| 吳啟華 | Frankie  | 醫生，特別客串 |
| 區家興 | 鍾永言   | 鍾世傑之子 |
| 許紹雄 | 李德米   | 水餃店老闆，對永言一家很是照顧，堅持手工製造，反對3分鐘即時水餃                                                              |
| 劉家輝 | 光頭叔叔 | |
| 鄭祖   |          | |
| 馮勉恆 | 阿蒲     | |

## 外部連結
- 開眼電影網上《3分鐘先生》的資料（繁體中文）
- 香港影庫上《3分鐘先生》的資料（繁體中文）
- 时光网上《3分鐘先生》的資料（简体中文）
- 豆瓣电影上《3分鐘先生》的資料 （简体中文）
- 爛番茄上《3分鐘先生》的資料（英文）
- 互联网电影数据库（IMDb）上《3分鐘先生》的资料（英文）